# Burgstall am Galgenbühl (Kirchzarten)
Bei dem Burgstall am Galgenbühl, auch Brandenburg genannt, handelt es sich um eine abgegangene Spornburg auf einem 500,1 m ü. NN hohen Ausläufer des Galgenbühls beim Ortsteil Burg der Gemeinde Kirchzarten im Landkreis Breisgau-Hochschwarzwald in Baden-Württemberg.

## Geschichte
Die heutige Bezeichnung als Brandenburg stammt erst aus dem 19. Jahrhundert und ist deshalb nicht mit dem früheren Burgennamen gleichzusetzen. Sie entstand wohl aus der Zusammensetzung der beiden Ortsnamen von Brand und Burg. Die Geschichte dieser Burganlage, wie auch die der 300 Meter südöstlich befindlichen Burg bei Burg, ist noch völlig unbekannt, schriftliche Zeugnisse, die sich auf eine von diesen beiden Anlagen beziehen lassen, sind ebenfalls nicht bekannt. Möglicherweise gehörten sie zur Herrschaft der Falkensteiner von ihrer nahen Burg Falkenstein über dem Höllental. Franz Xaver Kraus stellt in den Raum, dass es sich beim Burgstall am Galgenbühl um den mittelalterlichen Burgsitz der Herren von Weiler, den vermutlichen Vorfahren der Falkensteiner (siehe Schloss Stegen-Weiler), gehandelt haben könnte. Die Ortsbezeichnung für den Kirchzarter Ortsteil Burg bezieht sich vermutlich eher auf die befestigte keltische Siedlung Tarodunum, die im unmittelbaren Bereich der Ortschaft lag, als auf die mittelalterlichen Befestigungen.
Von der ehemaligen Anlage der Burg waren bis Ende des 19. Jahrhunderts noch Mauerreste erhalten. Heute ist nur noch der Burghügel erkennbar sowie Reste des Grabens.